# Marty Slovak
Martin „Marty“ Slovak (* 25. Dezember 1916 in Newport, Michigan; † 22. März 1950 in Toledo, Ohio) war ein US-amerikanischer American-Football-Spieler. Er spielte drei Saisons auf der Position des Tailbacks für die Cleveland Rams in der National Football League (NFL).

## College
Slovak besuchte von 1935 bis 1937 die University of Toledo, wo er für die Toledo Rockets College Football spielte. In seinem letzten Jahr war er Team-Captain und wurde als erster Rockets-Spieler ins College All-Star Game berufen.

## NFL
Slovak wurde im NFL Draft 1939 nicht ausgewählt und später von den Cleveland Rams verpflichtet. Dort wurde er drei Saisons lang als Tailback und Quarterback eingesetzt.

## Nach dem Football
Slovak lag seit November 1949 aufgrund einer Krebserkrankung in einem Krankenhaus. Er verstarb im März 1950 im Alter von 33 Jahren.